# 埃斯佩达亚克
埃斯佩达亚克（法語：Espédaillac，法語發音：[ɛspedajak]）是法国洛特省的一个市镇，属于菲雅克区。

## 地理
埃斯佩达亚克（44°38'17"N, 1°46'21"E）面积34.93 平方千米，位于法国奧克西塔尼大區洛特省，该省份为法国西南部内陆省份，北起顺时针与科雷兹省、康塔爾省、阿韦龙省、塔恩-加龙省、洛特-加龍省和多尔多涅省接壤。
与埃斯佩达亚克接壤的市镇（或旧市镇、城区）包括：布拉尔、布朗格、迪尔邦、格雷兹、利韦农、塞莱河畔马西亚克、凯尔西地区基萨克、圣叙尔皮斯。

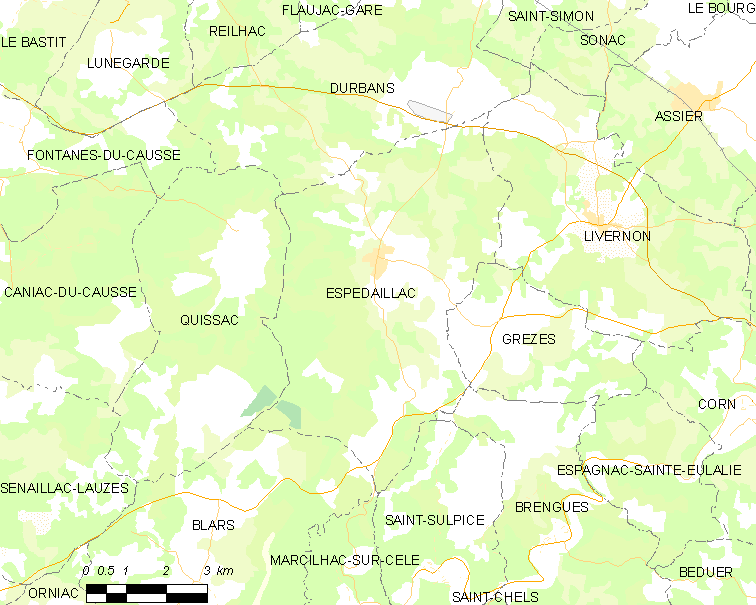
埃斯佩达亚克的OSM定位图

埃斯佩达亚克的时区为UTC+01:00、UTC+02:00（夏令时）。

## 行政
埃斯佩达亚克的邮政编码为46320，INSEE市镇编码为46094。

## 政治
埃斯佩达亚克所属的省级选区为科斯与谷地县。

## 人口

1962-2008年间埃斯佩达亚克人口变化图示

埃斯佩达亚克于2022年1月1日时的人口数量为282人。